# Tinus
Tinus là một chi nhện trong họ Pisauridae.